# 科曼奇溪 (科羅拉多州)
科曼奇溪（英語：Comanche Creek）是位於美國科羅拉多州阿拉帕霍縣的一個人口普查指定地區。

## 地理
科曼奇溪的座標為39°36′15″N 104°20′12″W / 39.60417°N 104.33667°W，而該地最高點為海拔高度1669米（即5280英尺）。

## 人口
根據2010年美國人口普查的數據，科曼奇溪的面積為54.83平方千米，當中陸地面積為54.83平方千米，而水域面積為0.00平方千米。當地共有人口369人，而人口密度為每平方千米6人。